# Timmele landskommun
Timmele landskommun var en tidigare kommun i dåvarande Älvsborgs län.

## Administrativ historik
Kommunen inrättades i Timmele socken i Redvägs härad i Västergötland när 1862 års kommunalförordningar trädde i kraft.
Vid kommunreformen 1952 uppgick landskommunen i Redvägs landskommun som 1974 uppgick i Ulricehamns kommun.

## Politik

### Mandatfördelning i Timmele landskommun 1946
| 4 | 8 | 2 | 6 |

| 19 |